# SN 2000di
SN 2000di – supernowa typu II odkryta 23 sierpnia 2000 roku w galaktyce IC1637. W momencie odkrycia miała maksymalną jasność 17,30m.